# Liste du patrimoine mondial en Serbie
Cet article recense les sites inscrits au patrimoine mondial en Serbie.

## Statistiques
Le premier site protégé de Serbie est inscrit au patrimoine mondial en 1979 : le pays, sous le nom de République socialiste de Serbie est alors membre de la Yougoslavie. À la suite de l'indépendance de la plupart de ses membres, le pays, sous le nom de République fédérale de Yougoslavie, notifie à l'UNESCO sa succession à la Convention pour la protection du patrimoine mondial, culturel et naturel le 11 septembre 2001. Le Monténégro déclare son indépendance le 3 juin 2006, conduisant de fait à celle de la Serbie. Cette dernière est considérée comme État successeur de la Yougoslavie.
En 2020, la Serbie compte 5 sites inscrits au patrimoine mondial, culturels. L'un de ces sites est situé au Kosovo, région séparatiste dont l'indépendance n'est pas reconnue par la Serbie.
Le pays a également soumis 11 sites à la liste indicative, 5 culturels, 5 naturels et 1 mixte.

## Listes

### Patrimoine mondial
Les sites suivants sont inscrits au patrimoine mondial.
| Site                                   | District                | Type                           | Date | Superficie (ha) | Zone tampon (ha) | Lien | Notes | Coordonnées | Illus. |
| -------------------------------------- | ----------------------- | ------------------------------ | ---- | --------------- | ---------------- | ---- | --- | --- | ------ |
| Vieux Ras avec Sopocani                | Raška                   | Culturel (i), (iii)            | 1979 | 199             |                  | 96   | | 43° 07′ 08″ nord, 20° 25′ 23″ est |        |
| Monastère de Studenica                 | Raška                   | Culturel (i), (ii), (iv), (vi) | 1986 | 1,16            |                  | 389  | | 43° 29′ 10″ nord, 20° 32′ 13″ est |        |
| Monuments médiévaux au Kosovo          | Peć et Prizren (Kosovo) | Culturel (ii), (iii), (iv)     | 2004 | 2,88            |                  | 724  | Inscrit sur la liste du patrimoine mondial en péril en 2006, depuis l'indépendance du Kosovo. L'inscription initiale ne comprend que le monastère de Visoki Dečani ; le site est étendu en 2006 au monastère de Gračanica, au patriarcat de Peć et à l'église de la Vierge de Leviša. | 42° 32′ 48″ nord, 20° 16′ 18″ est 42° 35′ 54″ nord, 21° 11′ 36″ est 42° 39′ 40″ nord, 20° 15′ 56″ est 42° 12′ 41″ nord, 20° 44′ 09″ est |        |
| Gamzigrad-Romuliana, palais de Galère  | Zaječar                 | Culturel (iii), (iv)           | 2007 | 179             |                  | 1253 | | 43° 53′ 56″ nord, 22° 11′ 10″ est |        |
| Cimetières de tombes médiévales stećci | Zlatibor                | Culturel (iii), (vi)           | 2016 |                 |                  | 1504 | Site transfrontalier avec la Bosnie-Herzégovine, la Croatie et le Monténégro 3 sites en Serbie : Mramorje (Perućac et Rastište), Grčko Groblje (Hrta) | 43° 57′ 00″ N, 19° 25′ 01″ E 43° 55′ 59″ N, 19° 21′ 00″ E 43° 16′ 59″ N, 19° 37′ 01″ E                                                  |        |

### Liste indicative
Les sites suivants sont inscrits sur la liste indicative du pays à la fin 2020.
| Site                                                                 | District          | Type                            | Date | Lien | Notes | Coordonnées                                                                                           | Illus. |
| -------------------------------------------------------------------- | ----------------- | ------------------------------- | ---- | ---- | --- | --- | ------ |
| Parc national de Đerdap                                              | Bor               | Naturel (vii), (x)              | 2002 | 1693 | | 44° 33′ 32″ nord, 22° 06′ 00″ est                                                                     |        |
| La réserve naturelle spéciale de la Deliblatska peščara              | Banat méridional  | Naturel (viii), (ix), (x)       | 2002 | 1695 | | 44° 54′ 11″ nord, 21° 08′ 10″ est                                                                     |        |
| Parc national des Monts Sar                                          | Uroševac (Kosovo) | Naturel (vii), (x)              | 2002 | 1697 | | 42° 11′ 31″ nord, 21° 01′ 01″ est                                                                     |        |
| Le parc national de Tara avec les gorges de la Drina                 | Zlatibor          | Naturel (x)                     | 2002 | 1698 | | 43° 54′ 50″ nord, 19° 25′ 19″ est                                                                     |        |
| Le monument naturel de Đavolja varoš                                 | Toplica           | Naturel (vii)                   | 2002 | 1700 | | 42° 59′ 35″ nord, 21° 24′ 25″ est                                                                     |        |
| Monastère fortifié de Manasija                                       | Pomoravlje        | Culturel (i), (ii), (iv), (vi)  | 2010 | 5536 | | 44° 06′ 04″ nord, 21° 28′ 08″ est                                                                     |        |
| Celliers de Negotin                                                  | Bor               | Culturel (iii), (iv), (v), (vi) | 2010 | 5537 | Comprend les celliers de Rajac, Rogljevo et Štubik | 44° 05′ 49″ nord, 22° 33′ 14″ est 44° 07′ 34″ nord, 22° 33′ 47″ est 44° 17′ 24″ nord, 22° 22′ 01″ est |        |
| Forteresse de Smederevo                                              | Podunavlje        | Culturel (iv), (v)              | 2010 | 5538 | | 44° 40′ 08″ nord, 20° 55′ 44″ est                                                                     |        |
| Caričin Grad – Justiniana Prima, site archéologique                  | Jablanica         | Culturel (ii), (iii)            | 2010 | 5539 | | 42° 54′ 22″ nord, 21° 42′ 58″ est                                                                     |        |
| Forêts primaires de hêtres des Carpates et d'autres régions d'Europe |                   | Naturel (ix)                    | 6394 | 2019 | Extension d'un site transfontalier déjà inscrit au patrimoine mondial dans plusieurs autres pays. L'extension serbe concerne les parcs nationaux de Kopaonik, de Fruška gora (sr) et des Tara.                                                                       | 43° 17′ 07″ nord, 20° 48′ 45″ est 45° 09′ 04″ nord, 19° 42′ 40″ est 43° 54′ 24″ nord, 19° 18′ 18″ est |        |
| Paysage culturel de Bač et son environnement                         | Voïvodine         | Culturel (ii), (iii), (v)       | 6386 | 2019 | Précédemment inscrit sur la liste indicative en 2010, sous le nom « Lieu historique de Bač et son environnement » | 45° 23′ 31″ nord, 19° 14′ 12″ est                                                                     |        |
| Frontières de l'Empire romain - les limes du Danube (en)             |                   | Culturel (ii), (iii), (iv)      | 6475 | 2020 | Site transfrontalier, proposé conjointement avec la Bulgarie, la Croatie et la Roumanie. Le site serbe comprend une soixantaine d'éléments fortifiés distincts. Précédemment inscrit sur la liste indicative en 2015, sous le nom « Frontières de l'empire romain ». | |        |